# Vil·la Argentina
La Vil·la Argentina és una obra de Vilanova i la Geltrú (Garraf) protegida com a Bé Cultural d'Interès Local.

## Descripció
Es tracta d'un edifici unifamiliar aïllat amb jardí al voltant destinat originàriament a ús bifamiliar.
L'immoble es troba aixecat respecte de la rasant del carrer i està compost de planta baixa i una planta pis. La forma de la planta és sensiblement rectangular amb mirador i escala adossada als que posteriorment s'ha aixecat una planta i s'ha cobert. Consta d'una ampliació lateral per a la instal·lació d'una cuina. La coberta és de teula àrab a diferents vessants.
Les parets de càrrega són de paredat comú i totxo. Els forjats són de bigues de ferro i revoltó de rajola.
La major part de les obertures són amb llinda. Algunes tenen la llinda esglaonada. L'obertura de la planta baixa que dona accés a la terrassa és d'arc apuntat. Utilització del totxo vist en diferents parts com les mènsules esglaonades de maó del balcó, la xemeneia, etc. Trobem elements decoratius aplacats de ceràmica vidriada.